# برج کبوتر ترکی‌ها
برج ترکی‌ها (ترکیان‌ها) مربوط به دوره قاجار است و در شهرستان خمینی‌شهر، بخش مرکزی، روستای ولاشان، واقع شده و این اثر در تاریخ ۱۶ اسفند ۱۳۸۴ با شمارهٔ ثبت ۱۴۴۲۱ به‌عنوان یکی از آثار ملی ایران به ثبت رسیده‌است.